# Родове
Родове (рос. Родовое) — присілок в Палкінському районі Псковської області Російської Федерації.
Населення становить 209 осіб. Входить до складу муніципального утворення Качановська волость.

## Історія
Від 2015 року входить до складу муніципального утворення Качановська волость.

## Населення
| 2001 | 2002 | 2010 | 2014 | 2015 | 2016 |
| ---- | ---- | ---- | ---- | ---- | ---- |
| 253  | ↗268 | ↘230 | ↘219 | ↘215 | ↘209 |